# Julián Augusto Saldívar
Juan Augusto Saldívar (cunoscut și ca Posta Leiva) este un oraș din Paraguay.